# 19475 Mispagel
19475 Mispagel este un asteroid din centura principală de asteroizi.

## Descriere
19475 Mispagel este un asteroid din centura principală de asteroizi. A fost descoperit pe 21 aprilie 1998 la Socorro, New Mexico, în cadrul proiectului LINEAR. Asteroidul prezintă o orbită caracterizată de o semiaxă mare de 2,39 ua, o excentricitate de 0,20 și o înclinație de 5,2° în raport cu ecliptica.